# 艾哈迈德·乌叶海亚
艾哈迈德·乌叶海亚（羅馬化：Aḥmad ʾŪyaḥyā；1952年7月2日—），阿尔及利亚政治家，曾经四度出任阿尔及利亚总理。

## 生平
出生于蒂齐乌祖省，毕业于阿国立行政学院，并获阿尔及尔大学政治学高级研究证书。
1976－1992年先后在总统府和外交部工作。1993年任外交部负责合作与马格里布事务的国务秘书，1994年任利亚米纳·泽鲁阿勒总统办公厅主任。
1995年至1998年第一次組閣。阿卜杜勒-阿齐兹·布特弗利卡当选总统后，同年12月他被任命为国务部长兼司法部长，2001年任国务部长兼国家元首私人代表。2003年至2006年第二次組閣，2008年至2012年第三次組閣，2017年至2019年第四次組閣。
1999年1月26日至2019年6月25日担任民族民主聯盟总书记。